# أباسخيرون القليني
أباسخيرون القليني أو أبسخيرون، هو قديس مسيحي مصري عاش زمن الإمبراطور الروماني دقلديانوس في القرن الثالث الميلادي.

## حياته
وُلد بمدينة قلين في محافظة كفر الشيخ، وكان جندياً له شهرة ومكانة في فرقة عسكرية بأتريب، وهي بنها حالياً.
أصدر الإمبراطور دقلديانوس منشوراً بالسجود للأوثان في كل أنحاء الإمبراطورية، ورفض أباسخيرون التعبد للأوثان، فسُجن وعُذب وثبت على إيمانه وقُدم للمحاكمة ورٌحِّل إلى إريانوس والي أنصنا -وهي قرية الشيخ عبادة بمحافظة المنيا حالياً- مع أربع جنوب نحو الصعيد، وعذبه حتى قتله بقطع رأسه مع خمسة من الجنود المؤمنين وهم: ألفيوس وأرمانيوس وأركياس وبطرس وقيرايون.